# Jakub ze Żnina
Jakub ze Żnina (ur. II poł. XI w., zm. 23 września ok. 1148) – arcybiskup gnieźnieński.
O jego pochodzeniu nie wiadomo właściwie nic. Jan Długosz sugerował, że Jakub ze Żnina na Pałukach był człowiekiem niskiego stanu, były też inne koncepcje, wywodzące jego rodowód od Porajów-Różyców lub Pałuków, żadna z nich nie ma jednak dostatecznej podstawy źródłowej.
Przyjmuje się, że kształcił się we Francji, w Laon, gdzie nabył wiedzę teologiczną i prawniczą.
Był proboszczem w Gnieźnie i w 1124 gościł u siebie udającego się na misje biskupa Ottona z Bambergu. Być może jeszcze w tym samym roku został metropolitą gnieźnieńskim.
Przyczynił się do zniesienia zależności metropolitalnej archidiecezji gnieźnieńskiej od arcybiskupstwa magdeburskiego mocą wydanej 7 lipca 1136 przez papieża Innocentego II bulli gnieźnieńskiej.
Po podziale państwa przez Krzywoustego między synów, Jakub ze Żnina nadzorował wykonanie jego decyzji. W czasie wojny domowej trzymał stronę młodszych książąt. W 1141 wziął udział w zjeździe juniorów w Łęczycy. W 1145 zorganizował zjazd przeciwsenioralny w Gnieźnie. W 1146  rzucił klątwę na najstarszego syna Bolesława – księcia Władysława II Wygnańca, przyczyniając się do rozbicia dzielnicowego Polski.
Prawdopodobnie za czasu jego posługi arcybiskupiej powstały dwa nowe biskupstwa jako sufraganie Gniezna: lubuskie i włocławskie. W 1140 rozpoczął budowę romańskiej kolegiaty w Tumie pod Łęczycą, gdzie sprowadził kanoników regularnych.
Prawdopodobnie to on był autorem pierwszego polskiego chorału Magna voce laus sonora, a także rymowanej legendy Tempore illo – o nawróceniu księcia Pomorza przez św. Wojciecha.
W Nekrologu Lubińskim zarejestrowano jego śmierć pod datą dzienną 23 września. Rok śmierci pozostaje niepewny (w grę wchodzą lata 1146–1148), jednak najbardziej prawdopodobny wydaje się 1148, za którym opowiada się większość późniejszych autorów (m.in. Długosz). W każdym razie, w bulli z 3 marca 1149 papież Eugeniusz III wspomina go już jako zmarłą osobę.